# Brazília az 1956. évi nyári olimpiai játékokon
Brazília az ausztráliai Melbourne-ben és a svédországi Stockholmban megrendezett 1956. évi nyári olimpiai játékok egyik részt vevő nemzete volt. Az országot az olimpián 12 sportágban 47 sportoló képviselte, akik összesen 1 érmet szereztek.

## Érmesek
| Érem  | Versenyző        | Sportág  | Versenyszám       |
| ----- | ---------------- | -------- | ----------------- |
| Arany | Adhemar da Silva | Atlétika | Férfi hármasugrás |

## Atlétika
Férfi
| Versenyző                                                       | Versenyszám     | Előfutam | Előfutam | Negyeddöntő | Negyeddöntő | Elődöntő | Elődöntő | Döntő   | Döntő    |
| Versenyző                                                       | Versenyszám     | Idő      | Hely.    | Idő         | Hely.       | Idő      | Hely.    | Idő     | Helyezés |
| --------------------------------------------------------------- | --------------- | -------- | -------- | ----------- | ----------- | -------- | -------- | ------- | -------- |
| Jorge de Barros                                                 | 100 m           | 10,9     | 4.       | kiesett     | kiesett     | kiesett  | kiesett  | kiesett | kiesett  |
| Jorge de Barros                                                 | 200 m           | 22,2     | 2.       | 23,7        | 5.          | kiesett  | kiesett  | kiesett | kiesett  |
| José da Conceição                                               | 200 m           | 21,5     | 1.       | 21,3        | 3.          | 21,4     | 3.       | 21,3    | 6.       |
| João Pires Sobrinho                                             | 200 m           | 21,6     | 3.       | kiesett     | kiesett     | kiesett  | kiesett  | kiesett | kiesett  |
| João Pires Sobrinho                                             | 100 m           | 11,0     | 3.       | kiesett     | kiesett     | kiesett  | kiesett  | kiesett | kiesett  |
| Ulisses dos Santos                                              | 400 m gát       | 51,6     | 2.       |             | 53,8        | 4.       | kiesett  | kiesett |          |
| João Pires Sobrinho José da Conceição Ary de Sá Jorge de Barros | 4 × 100 m váltó | 41,6     | 3.       |             | 43,8        | 6.       | kiesett  | kiesett |          |

| Versenyző         | Versenyszám | Selejtező | Selejtező | Döntő    | Döntő    |
| Versenyző         | Versenyszám | Eredmény  | Helyezés  | Eredmény | Helyezés |
| ----------------- | ----------- | --------- | --------- | -------- | -------- |
| José da Conceição | Magasugrás  | 192 cm    | 18.       | 186 cm   | =21.     |
| Ary de Sá         | Távolugrás  | 700 cm    | 20.       | kiesett  | kiesett  |
| Adhemar da Silva  | Hármasugrás | 15,15 m   | 11.       | 16,35 m  |          |

## Evezés
| Versenyző                                                                                | Versenyszám      | Előfutam | Előfutam | Vigaszág | Vigaszág | Elődöntő | Elődöntő | Döntő   | Döntő   | Helyezés    |
| Versenyző                                                                                | Versenyszám      | Idő      | Hely.    | Idő      | Hely.    | Idő      | Hely.    | Idő     | Hely.   | Helyezés    |
| ---------------------------------------------------------------------------------------- | ---------------- | -------- | -------- | -------- | -------- | -------- | -------- | ------- | ------- | ----------- |
| André Richer Ruy Kopper Nelson Guarda José de Carvalho Filho Sylvio de Souza (kormányos) | Kormányos négyes | 7:13,9   | 3.       | 7:25,7   | 2.       | kiesett  | kiesett  | kiesett | kiesett | helyezetlen |

## Kerékpározás

### Pálya-kerékpározás
Sprintverseny
| Versenyző       | Versenyszám  | 1. forduló                                          | 1. forduló | Vigaszág selejtező                               | Vigaszág selejtező | Vigaszág döntő                | Vigaszág döntő | Negyeddöntő          | Elődöntő             | Döntő                | Helyezés    |
| Versenyző       | Versenyszám  | Ellenfelek Győztes idő                              | Hely.      | Ellenfelek Győztes idő                           | Hely.              | Ellenfél Győztes idő          | Hely.          | Ellenfél Győztes idő | Ellenfél Győztes idő | Ellenfél Győztes idő | Helyezés    |
| --------------- | ------------ | --------------------------------------------------- | ---------- | ------------------------------------------------ | ------------------ | ----------------------------- | -------------- | -------------------- | -------------------- | -------------------- | ----------- |
| Anésio Argenton | Férfi egyéni | Boris Romanov (URS) · Thomas Shardelow (RSA) · 12,4 | 3.         | Hylton Mitchell (TRI) · Fred Markus (CAN) · 13,0 | 1.                 | Thomas Shardelow (RSA) · 12,6 | 2.             | kiesett              | kiesett              | kiesett              | helyezetlen |

Időfutam
| Versenyző       | Versenyszám  | Idő    | Helyezés |
| --------------- | ------------ | ------ | -------- |
| Anésio Argenton | Férfi egyéni | 1:12,7 | 9.       |

## Kosárlabda
| Brazil férfi kosárlabdacsapat-játékoskeret                                                                   | Brazil férfi kosárlabdacsapat-játékoskeret                                                             |
| --- | --- |
| - Wilson Bombarda - Ângelo Bonfietti - Zenny de Azevedo - Edson Bispo dos Santos - Mayr Facci - Jamil Gedeão | - Nélson Lisboa - Zé Luiz - Wlamir Marques - Jorge Olivieri - Amaury Pasos - Fausto Sucena Rasga Filho |

### Eredmények
Csoportkör
D csoport
| Csapat           | M | Gy | V | P+  | P–  | Pk  |
| ---------------- | - | -- | - | --- | --- | --- |
| Brazília (BRA)   | 2 | 2  | 0 | 167 | 125 | +42 |
| Chile (CHI)      | 2 | 1  | 1 | 137 | 134 | +3  |
| Ausztrália (AUS) | 2 | 0  | 2 | 122 | 167 | –45 |

| 1956. november 23. | Brazília (BRA) | 78 – 59 | Chile (CHI) |  |
| 1956. november 23. | (39–34)        |         |             |  |

| 1956. november 24. | Brazília (BRA) | 89 – 66 | Ausztrália (AUS) |  |
| 1956. november 24. | (50–35)        |         |                  |  |

Középdöntő
F csoport
| Csapat                 | M | Gy | V | P+  | P–  | Pk   |
| ---------------------- | - | -- | - | --- | --- | ---- |
| Egyesült Államok (USA) | 3 | 3  | 0 | 283 | 150 | +133 |
| Szovjetunió (URS)      | 3 | 2  | 1 | 208 | 209 | –1   |
| Bulgária (BUL)         | 3 | 1  | 2 | 182 | 224 | –42  |
| Brazília (BRA)         | 3 | 0  | 3 | 192 | 282 | –90  |

| 1956. november 27. | Szovjetunió (URS) | 87 – 68 | Brazília (BRA) |  |
| 1956. november 27. | (37–28)           |         |                |  |

| 1956. november 28. | Egyesült Államok (USA) | 113 – 51 | Brazília (BRA) |  |
| 1956. november 28. | (50–22)                |          |                |  |

| 1956. november 29. | Bulgária (BUL) | 82 – 73 | Brazília (BRA) |  |
| 1956. november 29. | (38–36)        |         |                |  |

Az 5–8. helyért
| 1956. november 30. | Brazília (BRA) | 89 – 64 | Chile (CHI) |  |
| 1956. november 30. | (55–33)        |         |             |  |

Az 5. helyért
| 1956. december 1. | Bulgária (BUL) | 64 – 52 | Brazília (BRA) |  |
| 1956. december 1. | (27–26)        |         |                |  |

| Csapat         | Helyezés |
| -------------- | -------- |
| Brazília (BRA) | 6.       |

## Lovaglás
megjegyzés: A lovas versenyszámokat a svédországi Stockholmban rendezték meg a szigorú ausztrál állat-egészségügyi szabályok miatt.
Díjugratás
| Versenyző                                            | Ló                     | Versenyszám | 1. forduló | 1. forduló | 2. forduló | 2. forduló | Összesen | Összesen |
| Versenyző                                            | Ló                     | Versenyszám | Pont       | Hely.      | Pont       | Hely.      | Pont     | Helyezés |
| ---------------------------------------------------- | ---------------------- | ----------- | ---------- | ---------- | ---------- | ---------- | -------- | -------- |
| Eloy de Menezes                                      | Biguá                  | Egyéni      | 56,25      | 47.        | 28,75      | 31.        | 85,00    | 41.      |
| Renyldo Ferreira                                     | Bibelot                | Egyéni      | 29,25      | 34.        | 56,25      | 44.        | 85,50    | 42.      |
| Nelson Pessoa Filho                                  | Relincho               | Egyéni      | 32,00      | =35.       | 26,00      | 28.        | 58,00    | 33.      |
| Eloy de Menezes Renyldo Ferreira Nelson Pessoa Filho | Biguá Bibelot Relincho | Csapat      | 117,50     | 11.        | 111,00     | 10.        | 228,50   | 10.      |

## Műugrás
Férfi
| Versenyző        | Versenyszám    | Selejtező | Selejtező | Döntő   | Döntő   | Döntő    |
| Versenyző        | Versenyszám    | Pont      | Helyezés  | Pont    | Össz.   | Helyezés |
| ---------------- | -------------- | --------- | --------- | ------- | ------- | -------- |
| Fernando Ribeiro | Egyéni műugrás | 62,07     | 23.       | kiesett | kiesett | kiesett  |

Női
| Versenyző    | Versenyszám        | Selejtező | Selejtező | Döntő   | Döntő   | Döntő    |
| Versenyző    | Versenyszám        | Pont      | Helyezés  | Pont    | Össz.   | Helyezés |
| ------------ | ------------------ | --------- | --------- | ------- | ------- | -------- |
| Mary Proença | Egyéni toronyugrás | 36,71     | 17.       | kiesett | kiesett | kiesett  |

## Ökölvívás
| Versenyző       | Versenyszám  | 32-es főtábla             | Nyolcaddöntő           | Negyeddöntő                  | Elődöntő          | Döntő             | Helyezés |
| Versenyző       | Versenyszám  | Ellenfél Eredmény         | Ellenfél Eredmény      | Ellenfél Eredmény            | Ellenfél Eredmény | Ellenfél Eredmény | Helyezés |
| --------------- | ------------ | ------------------------- | ---------------------- | ---------------------------- | ----------------- | ----------------- | -------- |
| Éder Jofre      | Harmatsúly   | erőnyerő                  | Thein Myint (BIR) · GY | Claudio Barrientos (CHI) · V | kiesett           | kiesett           | 5.       |
| Celestino Pinto | Kisváltósúly | Leopold Potesil (AUT) · V | kiesett                | kiesett                      | kiesett           | kiesett           | 17.      |

## Öttusa
| Versenyző                                  | Versenyszám | Lovaglás | Lovaglás | Lovaglás | Lovaglás | Vívás            | Vívás            | Vívás            | Lövészet | Lövészet | Lövészet | Úszás   | Úszás   | Úszás   | Futás   | Futás   | Futás   | Összesen    | Összesen    |
| Versenyző                                  | Versenyszám | Idő      | Bünt.    | Pont     | Hely.    | Eredmény         | Pont             | Hely.            | Pontszám | Pont     | Hely.    | Idő     | Pont    | Hely.   | Idő     | Pont    | Hely.   | Összes pont | Helyezés    |
| ------------------------------------------ | ----------- | -------- | -------- | -------- | -------- | ---------------- | ---------------- | ---------------- | -------- | -------- | -------- | ------- | ------- | ------- | ------- | ------- | ------- | ----------- | ----------- |
| Nilo da Silva                              | Egyéni      | 14:49    | 260      | 17,5     | 32.      | nem állt rajthoz | nem állt rajthoz | nem állt rajthoz | kiesett  | kiesett  | kiesett  | kiesett | kiesett | kiesett | kiesett | kiesett | kiesett | helyezetlen | helyezetlen |
| Salvio Lemos                               | Egyéni      | 13:38    | 0        | 455,0    | 21.      | 14–21            | 556,0            | 26.              | 183      | 760,0    | 19.      | 4:43,1  | 785,0   | 25.     | 16:30,4 | 730,0   | 30.     | 3286,0      | 27.         |
| Wenceslau Malta                            | Egyéni      | 14:31    | 860      | 0,0      | 33.      | 19–16            | 741,0            | 11.              | 183      | 760,0    | 19.      | 4:49,8  | 755,0   | 29.     | 15:41,8 | 877,0   | 26.     | 3133,0      | 31.         |
| Nilo da Silva Salvio Lemos Wenceslau Malta | Csapat      |          |          | 472,5    | 10.      |                  | nem állt rajthoz | nem állt rajthoz |          | kiesett  | kiesett  |         | kiesett | kiesett |         | kiesett | kiesett | helyezetlen | helyezetlen |

## Sportlövészet
Férfi
| Versenyző         | Versenyszám           | Döntő | Döntő    |
| Versenyző         | Versenyszám           | Pont  | Helyezés |
| ----------------- | --------------------- | ----- | -------- |
| Adhaury Rocha     | Gyorstüzelő pisztoly  | 556   | 18.      |
| Pedro Simão       | Gyorstüzelő pisztoly  | 561   | 16.      |
| Severino Moreira  | Sportpuska, fekvő     | 597   | 8.       |
| Severino Moreira  | Sportpuska, összetett | 1102  | 37.      |
| Milton Sobocinski | Sportpuska, összetett | 1115  | 33.      |
| Milton Sobocinski | Sportpuska, fekvő     | 594   | 20.      |

## Súlyemelés
| Versenyző        | Versenyszám | Nyomás   | Nyomás   | Szakítás | Szakítás | Lökés    | Lökés    | Összesen | Helyezés |
| Versenyző        | Versenyszám | Eredmény | Helyezés | Eredmény | Helyezés | Eredmény | Helyezés | Összesen | Helyezés |
| ---------------- | ----------- | -------- | -------- | -------- | -------- | -------- | -------- | -------- | -------- |
| Américo Ferreira | 67,5 kg     | 102,5    | =15.     | 97,5     | 17.      | 135,0    | =10.     | 335,0    | 14.      |
| Bruno Barabani   | 90 kg       | 110,0    | 15.      | 112,5    | =10.     | 145,0    | =11.     | 367,5    | 12.      |

## Úszás
Férfi
| Versenyző            | Versenyszám | Előfutam | Előfutam | Előfutam | Elődöntő | Elődöntő | Elődöntő | Döntő   | Döntő    |
| Versenyző            | Versenyszám | Idő      | Hely.    | Össz.    | Idő      | Hely.    | Össz.    | Idő     | Helyezés |
| -------------------- | ----------- | -------- | -------- | -------- | -------- | -------- | -------- | ------- | -------- |
| Haroldo Lara         | 100 m gyors | 59,9     | 4.       | 25.      | kiesett  | kiesett  | kiesett  | kiesett | kiesett  |
| Sylvio dos Santos    | 400 m gyors | 4:48,8   | 5.       | 23.      |          |          |          | kiesett | kiesett  |
| João Gonçalves Filho | 100 m hát   | 1:07,9   | 5.       | 20.      | kiesett  | kiesett  | kiesett  | kiesett | kiesett  |
| Octavio Mobiglia     | 200 m mell  | kizárták | kizárták | kizárták |          |          |          | kiesett | kiesett  |

## Vitorlázás
Nyílt
| Versenyző                  | Versenyszám | Futam | Futam | Futam | Futam | Futam | Futam | Futam | Pontszám | Helyezés |
| Versenyző                  | Versenyszám | 1     | 2     | 3     | 4     | 5     | 6     | 7     | Pontszám | Helyezés |
| -------------------------- | ----------- | ----- | ----- | ----- | ----- | ----- | ----- | ----- | -------- | -------- |
| Joaquim Roderbourg         | Finn dingi  | 198   | 361   | (0)   | 256   | 448   | 0     | 256   | 1519     | 17.      |
| Alfredo Bercht Rolf Bercht | Sharpie     | (0)   | 174   | 370   | 0     | 174   | 370   | 261   | 1349     | 10.      |